# El brazalete y otros cuentos
El brazalete y otros cuentos es un libro de cuentos fantásticos del escritor argentino Manuel Mujica Lainez. Fue publicado por la Editorial Sudamericana en 1978.
Es el cuarto libro de cuentos del autor (Aquí vivieron, Misteriosa Buenos Aires y Crónicas reales lo antecedieron). El libro está formado por nueve relatos breves narrados en un estilo más coloquial que el habitual del escritor, caracterizado por el refinamiento y la cuidadosa elaboración.
El cuento «El brazalete» (último tesoro de una reina en el exilio) da título al libro y es uno de los más destacados entre los que escribió Mujica Láinez.